# Paul Sinha

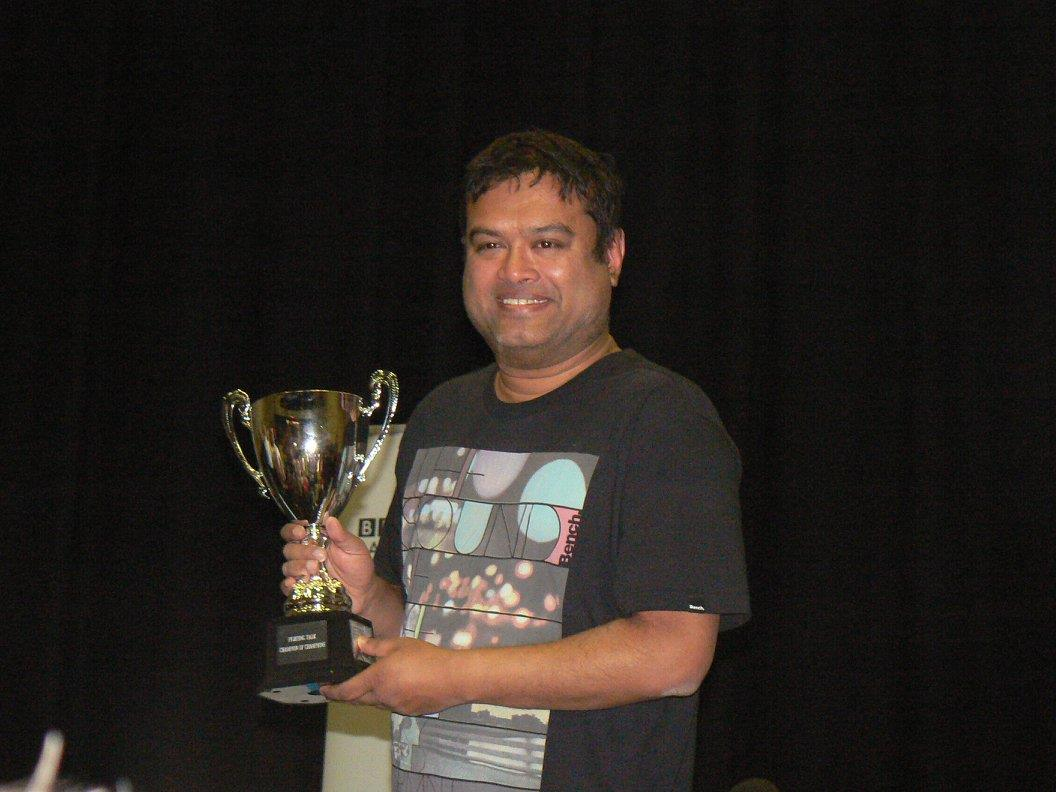
Paul Sinha (2015)

Supriya Kumar „Paul“ Sinha (* 28. Mai 1970) ist ein britischer professioneller Quizspieler und Komiker. Er hat zahlreiche Texte geschrieben, trat bei BBC Radio 4 auf und ist einer der sechs „Chaser“ der ITV-Spielshow The Chase. 
Supriya Kumar Sinha wurde am 28. Mai 1970 als Sohn bengalischer Hindu-Eltern geboren. Sein Vater und Großvater väterlicherseits waren Ärzte; seine Mutter war Krankenschwester.
Sinha nimmt neben seiner Comedy-Karriere auch an Quizshows teil. Er trat in Are You an Egghead?, Brain of Britain, Mastermind, University Challenge und Weakest Link auf. Besonders hervorzuheben ist seine Mitwirkung an der Quizshow The Chase seit 2011. Es ist üblich, dass alle professionellen Quizzer der Show (bekannt als „Chaser“) einen eigenen Spitznamen haben. Sinhas ist „The Sinnerman“. Er nahm 2019 an der achten Staffel von Taskmaster teil.